# Ricardo Blázquez
Ricardo Blázquez Pérez (ur. 13 kwietnia 1942 w Villanueva del Campillo) – hiszpański duchowny katolicki, arcybiskup Valladolid w latach 2010–2022, kardynał, przewodniczący Konferencji Episkopatu Hiszpanii w latach 2014–2020.

## Życiorys

### Prezbiterat
Święcenia kapłańskie otrzymał 18 lutego 1967. Uzyskał doktorat na Papieskim Uniwersytecie Gregoriańskim. Po powrocie do kraju został dyrektorem instytutu Abulense, a od 1974 pracował na Papieskim Uniwersytecie Salamanki.

### Episkopat
8 kwietnia 1988 został mianowany biskupem pomocniczym archidiecezji Santiago de Compostela, ze stolicą tytularną Germa in Galatia. Sakry biskupiej udzielił mu 29 maja 1988 ówczesny metropolita Santiago - arcybiskup Antonio María Rouco Varela.
26 maja 1992 został mianowany biskupem ordynariuszem diecezji Palencia. 
8 września 1995 został przeniesiony na stolicę biskupią Bilbao. W 2009 został wyznaczony wizytatorem apostolskim prowadzącym od 15 lipca 2009 kontrolę w zgromadzeniu Legion Chrystusa.
13 marca 2010 papież Benedykt XVI mianował go arcybiskupem metropolitą Valladolid. 
W latach 2005–2008 i 2014–2020 był przewodniczącym Konferencji Episkopatu Hiszpanii, a w latach 2008-2014 był jej wiceprzewodniczącym.
4 stycznia 2015 ogłoszony kardynałem przez papieża Franciszka. Insygnia nowej godności odebrał 14 lutego.
13 kwietnia 2022 po ukończeniu 80 lat utracił prawo do udziału w konklawe.
17 czerwca 2022 papież Franciszek przyjął jego rezygnację z funkcji arcybiskupa Valladolid.